# Daniel Ellsberg
Daniel Ellsberg (Chicago (Illinois), 7 d'abril de 1931) és teòric de la decisió i un antic analista d'estratègies de les Forces Armades dels Estats Units d'Amèrica. Ocupat per la Corporació Rand, el servei de formació, de recerca i desenvolupament de l'exèrcit, va revelar els Papers del Pentàgon, un estudi secret sobre les decisions preses durant la Guerra del Vietnam que va transmetre al New York Times i 18 altres diaris americans. L'informe mostrava que el president Nixon havia mentit constantment als americans sobre la guerra del Vietnam.
En l'àmbit científic és conegut per la paradoxa d'Ellsberg, una contribució fonamental a la teoria de la decisió.
El 2006 va rebre el Right Livelihood Award (Premi de la vida honesta), considerat com el premi Nobel alternatiu.

## Biografia

### Joventut
Va néixer el 1931 a Chicago de pares jueus asquenazites que van convertir-se a la Ciència Cristiana. Va passar la seva joventut a Detroit (Michigan). Havia començat estudis de pianista però els va deixar de cop i volta després d'un accident de cotxe, conduït per son pare, al qual van morir sa mare i germana.
Va estudiar a Harvard I va graduar-se com a bachelor el 1952 en economia, summa cum laude. Després va anar-se'n un any a Cambridge amb una beca Woodrow Wilson. Va acabar els seus estudis universitaris el 1954 a Harvard i va incorporar-se a la marina militar. De 1957 a 1959 va tornar a Harvard per a especialitzar-se. El 1959 comença a treballar com a analista d'estratègies a la Corporació Rand, una filial de l'exèrcit estatunidenc, al departament d'estratègia nuclear. Va obtenir el doctorat en economia a la mateixa universitat el 1962 amb un estudi sobre els factors d'incertitud i ambigüitat en el procés de decisió. Corrobora la seva teoria en una sèrie d'experiments, dels quals surt la famosa paradoxa d'Ellsberg.

### Perit militar
Des de l'agost del 1964 comença a treballar al Pentàgon, a la seu del Ministeri de Defensa dels Estats Units, sota el secretari d'Estat Robert McNamara. De 1965 a 1967 va servir com a civil, el general Edward Lansdale a la guerra del Vietnam. En tornar cap al Pentàgon, va participar en la redacció d'un estudi absolutament secret sobre la conducció de la guerra del Vietnam. Tenia una habilitació de seguretat molt elevada que li donava accés a la totalitat dels documents. Després trobar-se amb el pacifista Randy Kehler, qui va preferir anar a la presó en lloc de demanar l'estatus d'objector de consciència, començà discretament a fotocopiar l'estudi i els documents que més tard van esdevenir famosos com a Papers del Pentàgon.

### Evolució vers el pacifisme
Tot i continuar a treballar al Pentàgon, en conèixer la faç amagada de la guerra, a poc a poc va evolucionar vers una posició pacifista i cada vegada més va simpatitzar amb el moviment anti-guerra. Pel seu estudi va descobrir el 1969 que el govern estatunidenc de Johnson, conscient que la probabilitat de guanyar la guerra era quasi nul·la i que continuar-la conduiria a moltes més víctimes, mentia de manera sistemàtica la població i fins i tot al parlament. Va intensificar els seus contactes amb pacifistes com Randy Kehler i el poeta Gary Snyder i va transmetre una tria de còpies dels documents al periodista Neil Sheehan del New York Times, sota una promesa de confidencialitat, el que va ser l'inici de l'escàndol dels Papers del Pentàgon.

### La publicació delsPapers del Pentàgon

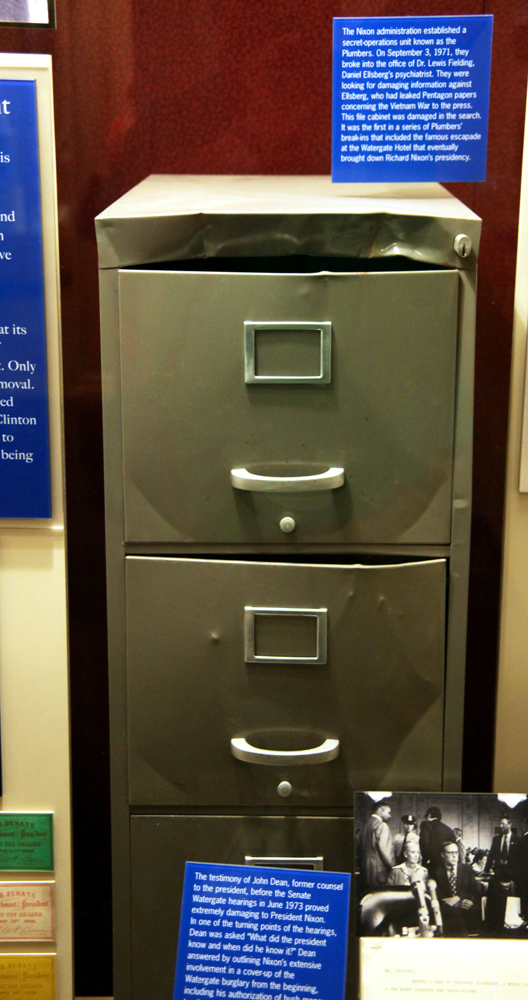
L'armari del despatx del psiquiatra d'Ellsberg, avui al Museu Nacional d'Història Americana (Smithsonian Institute)

Sheehan no va guardar el seu compromís de confidencialitat i publicà una notícia bomba el 13 de juny de 1971. Per raons de seguretat d'Estat, el govern de Richard Nixon va imposar-li al diari una prohibició de publicar sobre aquest tema durant dues setmanes. Mentrestant, Ellsberg va filtrar còpies al Washington Post i disset diaris més. El 30 de juny la Cort Suprema va anul·lar la prohibició de publicar.
La publicació dels documents va comprometre el govern de Nixon i el dels seus predecessors. La primera prohibició de publicar en més d'un segle no va caure bé a un Estat que preconitza a tot arreu la llibertat de premsa, protegida per la primera esmena de la Constitució. Nixon va llançar una campanya personal contra Ellsberg, sospitós número u. Va ordenar el robatori del despatx de Lewis Fielding, el psiquiatre d'Ellsbert, en esperar trobar documents per poder comprometre'l. Els lladres, coneguts com els lampistes (plumbers), van tornar amb el sarró buit. L'armari trencat es troba al  Museu Nacional d'Història Americana (Smithsonian Institute).

### El plet
El 28 de juny, Ellsberg va retre's als poders judicials de Boston i admetre que ell era la font de les filtracions i va declarar:
| « | Com a ciutadà americà, com a ciutadà responsable, estava convençut que no podia continuar cooperant a amagar aquesta informació al poble americà. Ho he fet assumint-ne les responsabilitats i els riscs. Estic preparat a respondre de les conseqüències de la meva decisió. | » |

S'arriscava a una pena de presó de 115 anys segons una antiga llei contra l'espionatge del 1917. El plet va començar el 3 de gener del 1973 a Los Angeles, conduït pel jutge William Matthew Byrne. El 26 d'abril, va palesar el robatori del despatx de Fielding i el jutge va ordenar que la defensa disposés d'aquestes proves. El 9 de maig va palesar que el govern havia sotmès les telecomunicacions d'Ellsberg a escolta sense sentència jurídica i que el fiscal no havia compartit aquesta informació amb la defensa. El jutge mateix va testimoniar que durant el plet, dues vegades va ser abordat per l'FBI, que li proposava una promoció com a director del mateix FBI. Pel mal comportament del govern, les proves invàlides, l'escolta il·legal, el jutge va declarar el plet com a nul i sense validesa i Ellsberg va sortir del tribunal com un ciutadà lliure.

### Després del plet
Després del plet, Ellsberg va continuar com a assagista, pacifista i activista polític. Durant la preparació de la Invasió de l'Iraq de 2003 va advertir el públic contra les mentides del govern i va denunciar la propaganda mentidera del govern de George W.Bush. El 2006 i va incitar responsables de l'administració a tenir el coratge d'actuar com a revelador per fer públiques les mentides del govern.
Continua la seva defensa dels whistleblowers i incita els ciutadans per les seves publicacions al deure cívic de tothom que té proves d'un comportament il·legal de l'Estat. El 10 de juny de 2013, va publicar al diari anglès Guardian un article d'opinió sobre Edward Snowden amb el títol: Edward Snowden ens protegeix contra l'Stasi Unit d'Amèrica, amb un joc de mots sobre l'Stasi, el servei secret de la  República Democràtica d'Alemanya (1951-1989), conegut per a el seu control i vigilància totals de la població. Qüestionat sobre el cas Snowden i l'aparent resignació de la població sobre una nova intrusió massiva a la seva vida privada per l'Estat, ha comentat «Hi ha una gran tolerància si les paraules màgiques seguretat nacional són invocades».

## Salut
El 2 de març de 2023 va anunciar per Twitter que se li havia diagnosticat un càncer pancreàtic inoperable el 17 de febrer anterior, i que li havien donat de tres a sis mesos de vida.

## Reconeixement
- 1976 Gandhi Peace Award (Premi Gandhi de la Pau)
- 2004, Premi Ridenhour per a perseverar a revelar la veritat en casos d'interès públic
- 2006, Right Livelihood Award
- 2009, Judith Ehrlich realitza una documental L'home més perillós d'Amèrica[14]
- Josep Gifreu el posa en la línia de soldats diligents que a un cert moment van patir un conflicte de consciència, com Edward Snowden, Aaron Swartz o Bradley Manning.[15]

## Llibres
- Ellsberg, Daniel (2002). Secrets: A Memoir of Vietnam and the Pentagon Papers. New York: Viking Press. ISBN 0670030309
- Ellsberg, Daniel. Risk, Ambiguity, and Decision, 2001. ISBN 978-0815340225.
- Ann Wright, Susan Dixon (2008). Dissent: Voices of Conscience, Foreword by Daniel Ellsberg. Hawaii: Koa Books. ISBN 978-0977333844
- Gerstein, Marc S.; Ellsberg, Michael. Flirting with Disaster: Why Accidents are Rarely Accidental.  Sterling Publishing, 2008. ISBN 9781402753039.
- Made Love, Got War: Close Encounters with America's Warfare State By Norman Solomon, Foreword by Daniel Ellsberg, September 2007 – Publisher: Polipoint Press
- E. P. Thompson, Dan Smith (ed.) (1981). Protest and Survive, Introduction by Daniel Ellsberg. New York: Monthly Review Press. ISBN 978-0853455820
- Steve Sheinkin. Most Dangerous: Daniel Ellsberg and the Secret History of the Vietnam War.  Nova York: Roaring Brook Press, 2015. ISBN 978-1596439528.
- Ellsberg, Daniel. The Doomsday Machine: Confessions of a Nuclear War Planner.  Bloomsbury, 2017. ISBN 978-1608196708 [Consulta: 2 agost 2022].

## Filmografia
Es van realitzar diverses pel·lícules i documentals inspirats de la seva vida.
- Hearts and Minds, documental sobre la guerra del Vietnam del 1974 amb llargues entrevistes d'Ellsberg.
- Rod Holcomb, Els Papers del Pentàgon (2003) drama històric. James Spader actua el paper d'Ellsberg.
- Judith Ehrlich, L'home més perillós d'Amèrica: Daniel Ellsberg i els Papers del Pentagon, 2009, Oscar al millor documental